# Treibhausgasminderungsquote
Die Treibhausgasminderungsquote (auch Treibhausgasquote, Treibhausquote oder THG-Quote) ist ein seit dem Jahr 2015 in Deutschland gesetzlich normiertes marktbasiertes Klimaschutz-Instrument, das darauf abzielt, mehr erneuerbare Energien in den Verkehrssektor einzubringen und dadurch klimaschädliche Treibhausgas-Emissionen zu reduzieren. Die THG-Quote ersetzte die Biokraftstoffquote, die bis Ende 2014 galt.
Die Mineralölwirtschaft soll durch die Treibhausgasquote dazu motiviert werden, mehr erneuerbare Energien einzusetzen, um dadurch, politisch steuerbar, die Energiewende im Verkehr voranzutreiben.
Eine praktische Anwendung für die Halter von rein batteriegetriebenen Elektroautos ergibt sich daraus ab 2022, da durch den Quotenhandel je nach Abnehmer laut ADAC etwa 100 Euro pro Jahr zu verdienen sind. Diese Prämie wird gegen Vorlage der Kfz-Zulassungspapiere von Vermittlern an den Halter ausbezahlt.

## Entstehungsgeschichte
Die Förderung von Biokraftstoffen in Deutschland begann mit der Einführung einer Steuerbegünstigung von Biokraftstoffen im Jahr 2004. Ziel war es, den Anteil von Biokraftstoff am Gesamt-Kraftstoffverbrauch zu erhöhen und dadurch einen positiven Beitrag zum Umweltschutz zu leisten. Zur Erreichung dieses Ziels wurde insbesondere auf die Verwendung reiner Biokraftstoffe wie B100 (Biodiesel) und E85 (Bioethanol) gesetzt. Die Verwendung dieser reinen Biokraftstoffe war jedoch stets umstritten, weshalb die damalige große Koalition nach langen Auseinandersetzungen die Steuerbefreiung ab 2006 bis Ende 2012 sukzessive zurückfuhr.
Als Ausgleich wurde im Januar 2007 unter Änderung des Bundes-Immissionsschutzgesetzes die Biokraftstoffquote eingeführt. Mit der Einführung sollten der Ausbau nachhaltiger Biokraftstoffe auf eine tragfähige Basis gestellt werden, klimapolitische Ziele verfolgt und die Vorgaben der Richtlinie 2003/30/EG umgesetzt werden. Die Mineralölwirtschaft wurde dazu verpflichtet, eine bestimmte Menge von Biokraftstoffen in Verkehr zu bringen. Die Höhe der Menge war dabei am Energiegehalt der gesamten in Verkehr gebrachten energetischen Menge Otto- und Dieselkraftstoffen und nicht an den tatsächlichen Emissionen ausgerichtet.
Um den Einsatz der Biokraftstoffe stärker auf die Minderung von Treibhausgasemissionen auszurichten, wurde im Jahr 2015 die heute noch geltende THG-Quote eingeführt. Nun sollte die Menge der zu verwendenden Biokraftstoffe nicht mehr durch die Menge der in Verkehr gebrachten Otto- und Dieselkraftstoffen bestimmt werden, sondern durch die Höhe der tatsächlich verursachten Treibhausgasemissionen. Die Mineralölwirtschaft wurde verpflichtet, jedes Jahr ihre Treibhausgasemissionen um einen bestimmten gesetzlich festgelegten Prozentsatz zu verringern.
Durch grundlegende Änderungen im Bundes-Immissionsschutzrecht sollten vom Jahr 2018 an die Folgen indirekter Landnutzungsänderungen eingedämmt werden, indem die Anrechenbarkeit konventioneller Biokraftstoffe beschränkt und gleichzeitig das Inverkehrbringen eines Mindestanteils fortschrittlicher Kraftstoffe vorgeschrieben wurden. Hierzu wurde die 38. Bundes-Immissionsschutzverordnung eingeführt. In diesem Zuge wurden zudem weitere Erfüllungsoptionen eingeführt.

## Klimapolitische Zielsetzung
Die THG-Quote soll im Verkehrssektor dazu beitragen, die internationalen und nationalen Klimaziele zu erreichen und dadurch einen entscheidenden Beitrag zum Klimaschutz im Verkehrsbereich leisten.

### Internationale Klimaziele
Im Pariser Klimaschutzabkommen setzten sich 197 Staaten das globale Ziel, die Erderwärmung im Vergleich zum vorindustriellen Zeitalter auf „deutlich unter“ zwei Grad Celsius zu begrenzen, wobei Anstrengungen für eine Beschränkung auf 1,5 Grad Celsius unternommen werden sollen, um die Folgen des Klimawandels zu vermindern. Die Europäische Union hat das Übereinkommen am 5. Oktober 2016 formell ratifiziert und sich damit verpflichtet, regelmäßig eigene Klimaschutzbeiträge, sogenannte nationally determined contributions (NDC), zu formulieren. Der von der EU im Rahmen des Übereinkommens von Paris ursprünglich festgelegte NDC wurde in den bereits im Oktober 2014 beschlossenen Rahmen für die Klima- und Energiepolitik bis 2030 eingebettet, der mit dem Klima- und Energiepaket 2020 die wichtigsten Klima- und Energieziele der EU abbildete. Dieser Rahmen zielte auf die Senkung der Treibhausgasemissionen um mindestens 40 % gegenüber 1990, einen Anteil von Energie aus erneuerbaren Quellen von mindestens 32 % und die Steigerung der Energieeffizienz um mindestens 32,5 % ab.
Im Rahmen des European Green Deal legte die EU im Dezember 2020 ihren aktualisierten und erweiterten NDC vor, wonach die Emissionen bis 2030 gegenüber 1990 um mindestens 55 % reduziert werden sollen.

### Nationale Klimaziele
Zur Erfüllung seiner Verpflichtungen aus dem Pariser Klimaschutzabkommen sowie der europäischen Zielvorgaben – die für den Verkehrssektor sind Teil der EU-Lastenteilung – verabschiedete Deutschland im Jahr 2019 das Bundes-Klimaschutzgesetz (KSG) mit nationalen Klimazielen und verschärfte diese 2021. Bis 2024 waren konkrete Emissionshöchstmengen für den Verkehrssektor vorgegeben, die aber durch eine weitere Novelle 2024 entfallen sollen. Das KSG enthält als sektorübergreifende verbindliche Treibhausgasminderungsziele: bis zum Jahr 2030 um mindestens 65 Prozent, bis 2040 mindestens 88 Prozent. Im Jahr 2045 soll Deutschland netto-treibhausgasneutral sein.

## Gesetzliche Grundlagen und Inhalte
Die wesentlichen Vorschriften zur Regelung der THG-Quote finden sich im Bundes-Immissionsschutzgesetz sowie den zugehörigen Bundesverordnungen:
- Gesetz zum Schutz vor schädlichen Umwelteinwirkungen durch Luftverunreinigungen, Geräusche, Erschütterungen und ähnliche Vorgänge (Bundes-Immissionsschutzgesetz – BImSchG): §§ 37 a ff. BImSchG legen die Quotenverpflichtung und deren Erfüllung fest.
- Verordnung über Anforderungen an eine nachhaltige Herstellung von Biokraftstoffen (Biokraftstoff-Nachhaltigkeitsverordnung – Biokraft-NachV): Diese Verordnung dient u. a. der Umsetzung der Richtlinie 2009/28/EG zur Förderung der Nutzung von Energie aus erneuerbaren Quellen (RED I) und enthält, wie der Name bereits sagt, Anforderungen an eine nachhaltige Herstellung von Biokraftstoffen. Der RED I waren Verhandlungen der EU und ihrer Mitgliedstaaten zum Klima- und Energiepaket 2020 vorangegangen und sie bildete seit ihrem Erlass das Fundament für die europäische Erneuerbare-Energien-Politik.
- Verordnung zur Anrechnung von Upstream-Emissionsminderungen auf die Treibhausgasquote (Upstream-Emissionsminderungs-Verordnung – UERV): Die UERV regelt die Anrechnung von Upstream-Emissionsminderungen (UER) zur Erfüllung der gesetzlichen Verpflichtung zur Minderung von Treibhausgasemissionen nach § 37a BImSchG. Die Anrechnung ist seit 2020 möglich. Nachdem Betrugsfälle bekannt geworden waren, wurde das Ende der Anrechenbarkeit von UER für das Jahr 2025 beschlossen.[13]
- Zehnte Verordnung zur Durchführung des Bundes-Immissionsschutzgesetzes (Verordnung über die Beschaffenheit und die Auszeichnung der Qualitäten von Kraft- und Brennstoffen – 10. BImSchV): Diese Verordnung enthält u. a. Definitionen für Otto- sowie Dieselkraftstoffe.
- Sechsunddreißigste Verordnung zur Durchführung des Bundes-Immissionsschutzgesetzes (Verordnung zur Durchführung der Regelungen der Biokraftstoffquote – 36. BImSchV): Die 36. BImSchV regelt die Anrechnung von strombasierten Kraftstoffen und mitverarbeiteten biogenen Ölen auf die gesetzliche Verpflichtung zur Minderung der THG-Quote.
- Siebenunddreißigste Verordnung zur Durchführung des Bundes-Immissionsschutzgesetzes (Verordnung zur Anrechnung von strombasierten Kraftstoffen und mitverarbeiteten biogenen Ölen auf die Treibhausgasquote – 37. BImSchV): Diese Verordnung regelt die Anrechnung von strombasierten Kraftstoffen und mitverarbeiteten biogenen Ölen zur Erfüllung der gesetzlichen Verpflichtung zur Minderung von Treibhausgasemissionen nach § 37a BImSchG.
- Achtunddreißigste Verordnung zur Durchführung des Bundes-Immissionsschutzgesetzes (Verordnung zur Festlegung weiterer Bestimmungen zur Treibhausgasminderung bei Kraftstoffen – 38. BImSchV): Diese Verordnung regelt u. a. die Anrechnung von Elektromobilität zur Erfüllung der gesetzlichen Verpflichtung zur Minderung von Treibhausgasemissionen nach § 37a BImSchG sowie die Festlegung einer Unterquote für fortschrittliche Biokraftstoffe aus Reststoffen.

Im Zuge der nationalen Umsetzung der Richtlinie (EU) 2018/2001 (Erneuerbare-Energien-Richtlinie, Renewable Energies Directive II – RED II) erfolgte eine entsprechende Novellierung des BImSchG und der 38. BImSchV.

### Quotenverpflichtung
Die Quotenverpflichtung entsteht grundsätzlich mit dem Inverkehrbringen einer Mindestmenge von 5.000 Litern fossilem Diesel- oder fossilem Ottokraftstoff bezogen auf das jeweilige Verpflichtungsjahr. Zu den sogenannten Quotenverpflichteten gehören in erster Linie Steuerschuldner nach dem Energiesteuergesetz. Für bestimmte Tätigkeitsbereiche sieht das Gesetz Ausnahmen von der Quotenverpflichtung vor (zum Beispiel bei der Abgabe von Kraftstoffen an die Bundeswehr zu Verteidigungszwecken).
Die Quotenverpflichteten werden dazu verpflichtet, durch das Inverkehrbringen nachhaltiger Biokraftstoffe und sonstiger Erfüllungsoptionen eine wachsende Treibhausgaseinsparung einzuhalten.
Die Höhe der THG-Quote ist in § 37a Absatz 4 BImSchG geregelt. Zur Berechnung der THG-Quote wird zunächst ein Referenzwert gebildet. Dieser ist der fossile Vergleichswert, gegenüber dem die Treibhausgasminderung zu erfolgen hat. Er ermittelt sich durch die Multiplikation der energetischen Menge aller vom Quotenverpflichteten in Verkehr gebrachten Kraftstoffe mit dem Basiswert. Der Basiswert ist der durchschnittliche Treibhausgasausstoß fossiler Otto- und Dieselkraftstoffe und wird gesetzlich festgelegt. Von dem ermittelten Referenzwert wird die für das Verpflichtungsjahr maßgebliche Quote abgezogen, um den Zielwert zu erhalten. Die Differenz zwischen dem Zielwert und dem Wert der tatsächlichen Treibhausgasemissionen des Verpflichteten stellt fest, inwieweit dieser die Quote erfüllt hat. Soweit der Zielwert größer oder gleich dem Wert der tatsächlichen Emissionen ist, wird die Quote vollständig erfüllt.

### Erfüllung der Quotenpflicht
Bis zum Jahr 2017 konnte die Quotenverpflichtung ausschließlich durch das Inverkehrbringen von Biokraftstoffen erfüllt werden, die entweder fossilen Otto- oder Dieselkraftstoffen oder Erdgaskraftstoff beigemischt oder als Reinkraftstoff in Verkehr gebracht wurden.
Seit 2018 stehen den Quotenverpflichteten weitere Erfüllungsoptionen offen. Nunmehr konnten unter bestimmten in der 37. BImSchV geregelten Voraussetzungen auch strombasierte Kraftstoffe wie Wasserstoff oder synthetisches Methan auf die Quote angerechnet werden. Die 38. BImSchV gestattete daneben die Berücksichtigung der Elektromobilität, die Anrechnung bestimmter konventioneller Kraftstoffe, biogener Flüssiggase sowie verflüssigtem Biomethan. Im Zuge der Umsetzung der Erneuerbare-Energien-Richtlinie (EU) 2018/2001 in nationales Recht wurde jedoch die ebenfalls ab 2018 bestehende Option zur Erfüllung der THG-Quote mit fossilen Kraftstoffen ab dem Kalenderjahr 2022 abgeschafft.
Seit 2020 können ebenso Upstream-Emissionsminderungen, die in einem Jahr erreicht worden sind, zur Erfüllung der gesetzlichen Verpflichtung zur Minderung der Treibhausgasemissionen angerechnet werden. Die Anrechenbarkeit endet 2025. Im Juni 2024 standen 40 von 60 UER-Projekten in China unter Betrugsverdacht. Das Umweltbundesamt leitete Prüfungen der acht Projekte ein, die für 2023 beantragt worden waren. In sieben Fällen wurden die Anträge zurückgezogen, für das achte Projekt untersagte das UBA die Ausstellung der Zertifikate. Gegen Geschäftsführer und Mitarbeiter von Prüfstellen wird wegen Betrugsverdachts ermittelt.
Ein quotenverpflichtetes Unternehmen hat zudem die Möglichkeit, soweit dieses die Verpflichtung nicht selbst erbringen kann oder will, durch einen sogenannten Quotenübertragungsvertrag die Erfüllung der Verpflichtung an Dritte zu übertragen. Hierbei ist zwischen der Übertragung der Erfüllung der Quotenverpflichtung auf nicht quotenverpflichtete Unternehmen und auf quotenverpflichtete Unternehmen zu unterscheiden. Für die Anrechenbarkeit eines Kraftstoffs gelten grundsätzlich die gleichen Voraussetzungen wie bei selbst in Verkehr gebrachten Kraftstoffen.
Mit der steigenden Anzahl von Erfüllungsoptionen für die THG-Quote ist ebenfalls ein Anstieg des Anteils der Quotenerfüllung durch Dritte zu erwarten. Damit geht einher, dass zunehmend kleine Quotenmengen von einer Vielzahl von Akteuren als Dritte erfüllt werden. Dies gilt insbesondere für die THG-Quote aus Ladestrom für Elektrofahrzeuge. Um trotzdem einen effizienten Abwicklungsprozess der Quotenerfüllung durch Dritte sicherzustellen, wird dieser zunehmend durch Dienstleister digitalisiert umgesetzt.
Sobald Quotenverpflichtete die THG-Quote nicht oder nicht ordnungsgemäß erfüllen, sind Strafzahlungen zu entrichten. Zuständig für die Berechnung und Überwachung der THG-Quote ist das Hauptzollamt Frankfurt (Oder) mit Dienstsitz in Cottbus.

### Erneuerbare-Energien-Richtlinie (EU) 2018/2001 (RED II)
Mit der Neufassung der RED II wurde der verpflichtende Anteil erneuerbarer Energien am Endenergieverbrauch des Verkehrssektors je Mitgliedsstaat auf 14 % für das Jahr 2030 angehoben. Die Mitgliedstaaten hatten bis 30. Juni 2021 Zeit, die Richtlinie in nationales Recht umzusetzen. Die Umsetzung in nationales Recht erfolgte in Deutschland über das Gesetz zur Weiterentwicklung der THG-Quote sowie einer Verordnung zur Festlegung weiterer Bestimmungen zur Weiterentwicklung der THG-Quote und der damit einhergehenden Änderung u. a. des BImSchG, der 36., 37. und 38. BImSchV.

#### Wesentliche Änderungen des BImSchG
- Erhöhung der THG-Quote bis zum Jahr 2030 schrittweise auf 25 %
- Einführung einer Mindestquote für das Inverkehrbringen erneuerbarer strombasierter Flugturbinenkraftstoffe.

#### Wesentliche Änderungen der 38. BImSchV
- Abschaffung der Option zur Erfüllung der THG-Quote mit fossilen Kraftstoffen ab dem Kalenderjahr 2022
- Absenkung der Obergrenze des Anteils von Biokraftstoffen aus Nahrungs- und Futtermittelpflanzen (vormals sog. konventionelle Biokraftstoffe); im Falle von Biokraftstoffen mit hohem Risiko indirekter Landnutzung, wie bspw. Biokraftstoffe aus Palmöl, bis auf „null“ ab dem Kalenderjahr 2023
- Schrittweise Anhebung des Mindestanteils fortschrittlicher Biokraftstoffe an der THG-Quote auf 2,6 % bis zum Jahr 2030; Anrechnung des Energiegehaltes dieser Kraftstoffe, die über die Erfüllung des Mindestanteils hinausgehen, mit dem doppelten ihres Energiegehaltes für die Erfüllung der THG-Quote, in dem Verpflichtungsjahr, in dem sie in Verkehr gebracht wurden, oder Anrechnung der energetischen Menge auf den Mindestanteil des folgenden Verpflichtungsjahres.
- Anrechnung der energetischen Menge an Strom, der in Elektrofahrzeugen genutzt wird, mit dem dreifachen seines Energiegehalts für die Erfüllung der THG-Quote

#### Kritik
Eine breite Koalition aus Umweltverbänden und Interessenvertretern der Wirtschaft und Politik stehen den Änderungen kritisch gegenüber.
In zahlreichen Stellungnahmen wird vor allem eine zu geringe Anhebung der THG-Quote kritisiert und als ambitionslos erachtet. Die verbindlichen Zielvorgaben aus dem Bundes-Klimaschutzgesetz (KSG) werden mit den vorgestellten Treibhausgaswerten deutlich verfehlt. Anstelle von Einsparungen von Emissionen führe dies in den nächsten Jahren zunächst zu einer Steigerung der Emissionen um bis zu 4 Mio. t CO2eq, um im Jahr 2030 wieder auf heutigem Niveau anzugelangen. Die Quotenhöhe führe zudem dazu, dass Biokraftstoffe wie Biomethan oder Bioethanol aus dem Markt gedrängt würden. Auf deren positive und unersetzliche Klimawirkung werde dadurch verzichtet. Um keine weiteren, wertvollen Jahre im Klimaschutz zu verschenken, fordern zahlreiche Verbände daher eine Anhebung der Quote.
Auch die Mehrfachanrechnungen bestimmter Erfüllungsoptionen werden vielfach bemängelt. Diese führten zu einer bloßen virtuellen Treibhausgaseinsparung ohne realen Mehrwert für den Klimaschutz. Darüber hinaus werde der Markt verunsichert, intransparent und destabilisiert. Vor allem die Anrechnung von Fahrstrom verzerre das Bild des tatsächlichen Anteils erneuerbarer Energien im Verkehr und führe zu einer unverhältnismäßigen Förderung der Elektromobilität. Ambitionen für neue Technologien und die Förderung anderer erneuerbarer Energien würden dadurch in den Hintergrund gestellt. Dabei werde übersehen, dass auch im Jahr 2030 der Anteil von Verbrennern im Verhältnis zu E-Autos noch signifikant hoch sein werde. Selbst bei den optimistischsten Szenarien zum Hochlauf der Elektromobilität seien 2030 immer noch mindestens 30 Millionen Verbrenner auf den Straßen. Ohne Klimabeitrag der Benziner, Diesel- und Erdgasautos seien Emissionsreduktionen im Verkehr somit nicht zu erreichen. Hinzu kommt, dass Elektromobilität erneuerbare Energien im Verkehrssektor bindet und im Rahmen der Quote nicht berücksichtigt wird, dass der Anteil erneuerbarer Energien im Ladestrom bereits im Stromsektor angerechnet wird.
Die Umsetzung der 14-%-Vorgabe im Verkehrssektor wird als reine Pflichtumsetzung der Vorgaben aus der RED II betrachtet. Dies habe weder Signalwirkung nach außen noch positive Auswirkungen für den Klimaschutz. Gemessen an dem tatsächlich mobilisierbaren Biomassepotenzial könne die Zielstellung durchaus ambitionierter ausgestaltet werden.
Kritisiert wird zudem, dass die Unterquote für fortschrittliche Biokraftstoffe deutlich zu gering ausgestaltet sei und sogar die Vorgaben der RED II unterschreite. Eine Anhebung der Quote auf mindestens 3,5 % sei nicht nur zur Erreichung der Klimaschutzziele erforderlich, sondern auch, um weiterhin ausreichende Anreize für Investitionen im Klimaschutzbereich zu setzen. Dagegen spricht jedoch, dass importierte, als fortschrittlich deklarierte Biokraftstoffe, gegebenenfalls gar nicht fortschrittlich sind und dass die Kontrollen scheinbar nicht eng genug sind, um Betrugsfälle zu verhindern.

### Erfüllung der Unterquote fortschrittlicher Kraftstoffe durch den Einsatz von Palmölprodukten

#### Unterquote für fortschrittliche Biokraftstoffe
Seit dem Verpflichtungsjahr 2020 müssen Verpflichtete, bei denen die in Verkehr gebrachte Menge von fossilen Otto- und/oder Dieselkraftstoffen eine bestimmte energetische Menge übersteigt, jährlich einen kontinuierlich steigenden Mindestanteil an sogenannten fortschrittlichen Kraftstoffen in Verkehr bringen. Diese Unterquote ist unabhängig von der Treibhausgasquote zu erfüllen. Ziel dieser Quote ist es, der indirekten Landnutzung entgegenzuwirken und den Anbau von Rohmaterial für die Herstellung von agrarischen Biokraftstoffen zu verhindern. Zu den fortschrittlichen Biokraftstoffen gehören in erster Linie solche, die aus Rohstoffen hergestellt wurden, die in Anlage 1 der 38. BImSchV aufgezählt sind. Gemäß Ziff. 7 der Anlage 1 der 38. BImSchV unterfiel vor Umsetzung der RED II in nationales Recht auch Abwasser aus Palmölmühlen und leere Palmfruchtbündel.

#### Kritik
Der Einsatz von Palmöl und Palmölprodukten wurde unter anderem von Umweltverbänden wie auch von politischer Seite aufgrund der katastrophalen Umweltauswirkungen generell als kritisch erachtet (Siehe hierzu auch Palmöl#Ökologische und sozialethische Probleme sowie Ölpalme#Nachhaltigkeit und ökologische Probleme). Im Kontext der THG-Quote stehe insbesondere die Nutzung von Abwasser aus Palmölprodukten (Palm Oil Mill Effluents – POME) in erheblichem Widerspruch zur Klima- und Umweltpolitik – sowohl auf nationaler als auch auf europäischer Ebene. So kritisiert die CDU/CSU, dass POME im System der deutschen Treibhausgasminderungs-Quote doppelt angerechnet werden können, womit der Reststoff POME „im System der deutschen THG-Quote lukrativer als Palmöl selbst [werde], das als konventioneller Biokraftstoff ja nur einfach angerechnet wird“. Dies führe das System ad absurdum, untergrabe die deutschen Nachhaltigkeitsbemühungen und mache Deutschland zum Treiber der Palmölproduktion.
Insbesondere gilt hier zu bedenken, dass Palmölprodukte in Europa nicht angebaut werden und dementsprechend aus tropischen Anbauländern u. a. über China, das POME zu Kraftstoff verarbeitet, nach Europa transportiert werden muss. Aufgrund der Transport- und Produktionskosten biete POME für den Klimaschutz keinen Mehrwert und stehe vielmehr in Konkurrenz zu heimischen Substratanbaumengen.
Daher wurde gefordert, dass aufgrund der negativen Auswirkungen, die mit der Ausweitung des Palmölanbaus verbunden sind, aus der Nutzung von Biokraftstoffen mit hohem Risiko einer indirekten Landnutzungsänderung (Palmöl und seine Derivate) auszusteigen und die Anrechenbarkeit jeglicher Palmölprodukte zur Erfüllung der THG-Quote sofort zu beenden.
Hinzu kommt, dass durch die ausschließliche Einbindung von batterieelektrischen Fahrzeugen, andere Mobilitätsformen (z. B. Schienenverkehr) nicht berücksichtigt werden, obwohl diese durch die damit verbundene Minderung des Individualverkehrs sogar noch ein weit aus höheres Potential ermöglicht.

## Geldprämie für Halter von batterieelektrischen Fahrzeugen
Seit dem 1. Januar 2022 können Halter von batterieelektrischen Fahrzeugen (Autos, Motorräder und Roller mit Straßenzulassung) durch die THG-Quote Geld für die eingesparten CO2-Emissionen erhalten („THG-Prämie“). Die Abwicklung erfolgt unter Vorlage der Zulassungsbescheinigung Teil I über Zwischenhändler. Laut ADAC waren dabei anfangs etwa „250 bis 350 Euro pro Jahr“ möglich. Je nach Geschäftsmodell und Risikobereitschaft der Zwischenhändler handelt es sich bei der THG-Prämie entweder um eine feste Summe oder um einen flexiblen Anteil des Verkaufserlöses, den ein THG-Vermittler beim Verkauf erzielt.
Das deutsche Umweltbundesamt hat Ende 2017 den Schätzwert der jährlich anrechenbaren energetischen Menge elektrischen Stroms für ein reines Batterieelektrofahrzeug, der auf aktuellen Daten über den durchschnittlichen Stromverbrauch von reinen Batterieelektrofahrzeugen in Deutschland basiert, bekannt gegeben. Demnach ist derjenige Anteil des Stroms anrechenbar, der nicht über öffentlich zugängliche Ladepunkte entnommen wurde. Als Schätzwert im Sinne des § 7 Absatz 3 38. BImSchV wurden 1.943 kWh bekannt gegeben. Im Dezember 2021 wurden folgende ab dem 1. Januar 2022 geltende Werte bekannt gegeben:
- Schätzwert im Sinne des § 7 Absatz 3 der 38. BImSchV für Fahrzeuge der Klasse M1 : 2.000 kWh.
- Davon abweichend:
  - für Fahrzeuge der Klasse N1 (leichte Nutzfahrzeuge) als Schätzwert: 3.000 kWh
  - für Fahrzeuge der Klasse M3 (Busse) als Schätzwert: 72.000 kWh

Die genannten Werte beziehen sich auf die EG-Fahrzeugklassen:
- Klasse M1: Fahrzeuge zur Personenbeförderung mit höchstens acht Sitzplätzen außer dem Fahrersitz (umgangssprachlich Automobile/Elektroautos und Wohnmobile, die jedoch vollelektrisch noch kaum verfügbar sind)
- Klasse N1: Fahrzeuge zur Güterbeförderung mit einer zulässigen Gesamtmasse bis zu 3,5 Tonnen (Lieferwagen, vollelektrisch etwa der Streetscooter der Post)
- Klasse M3: Fahrzeuge zur Personenbeförderung mit mehr als acht Sitzplätzen außer dem Fahrersitz und einer zulässigen Gesamtmasse von mehr als 5 Tonnen (Batterie-Omnibus)

Ein beispielhaftes E-Auto könnte mit 2.000 kWh bei einem Verbrauch von 18 kWh/100 km gut 11.000 km fahren, was dem Großteil der durchschnittlichen Jahresfahrleistung von unter 14.000 km entspricht. Die Differenz wird bei längeren Fahrten unterwegs öffentlich geladen, was separat berücksichtigt wird.
Die Treibhausgasemissionen nach § 5 Absatz 2 Satz 2 in Verbindung mit Absatz 3 und Anlage 3 der 38. BImSchV betragen für das Jahr 2023 (mit Berücksichtigung des Faktors 3) 1.166,4 kg CO2-Äquivalent.
1.166,4 kg CO2 entsprechen der Verbrennung von ca. 492 Liter Benzin. Mit dieser Treibstoffmenge könnte ein Verbrenner-PKW mit durchschnittlich 6 Litern Verbrauch lediglich 8.200 km zurücklegen, somit 2.800 km weniger als das E-Auto.

### Kritik
Der Sinn der THG-Quote ist es, den Vertrieb von fossilen Kraftstoffen durch die Mineralölunternehmen und so den Ausstoß von CO2 zu reduzieren. Als erstes Mittel dafür gilt der Ersatz von fossilem Kraftstoff durch konventionelle Bio- oder fortschrittliche Kraftstoffe. Die zusätzlich geschaffene Erfüllungsoption der Anrechnung von Stromnutzung durch Elektrofahrzeuge wirkt dem entgegen. Damit ist es einem Mineralölunternehmen möglich, seine gesamte in Verkehr gebrachte Kraftstoffmenge fossil zu belassen. Die für die eigene Quotenerfüllung erforderliche Menge an THG-Quotenzertifikaten kann von anderen (Upstream-)Marktteilnehmern gekauft werden. In Summe steigt die diesem Unternehmen zuzurechnende Energiebereitstellung für Verkehr um das THG-Quotenäquivalent. Auf alle Mineralölunternehmen gesehen, erlaubt diese Erfüllungsoption der THG-Quotenregelung einen Anstieg der im Verkehr verbrauchten Antriebsenergie bis 2030 um das Äquivalent von 30 % E-Mobilität.
Der Kauf von THG-Quoten bietet Unternehmen die Möglichkeit, ihre CO2-Emissionen zu einem gewissen Grad zu kompensieren und ihre Nachhaltigkeitsziele, in diesem Fall, die gesetzlich vorgeschriebene THG-Quote, zu erreichen. Halten sie die Quote nicht ein, müssen sie pro Tonne CO₂ über dem THG-Quoten-Richtwert Pönalen (Strafzahlungen) pro Tonne CO2 entrichten. Momentan (Stand 9. Juli 2025) belaufen diese sich auf 600 €/pro Tonne CO2. Diese gehen an den Staat. Dieser ist aber nicht angehalten, dieses Geld in Nachhaltigkeitsthemen oder E-Mobilität zu investieren. Somit wird der Verkauf der THG-Quote als Instrument zur Förderung nachhaltiger Praktiken genutzt und trägt dazu bei, dass Gelder aktiv in die E-Mobilität fließen.
Die Bundesregierung darf Mengen, die nicht gemäß 38. BImSchV an das Umweltbundesamt gemeldet werden, auktionieren und so dennoch dem Quotenhandel zuführen. Die dazu notwendige Verordnung ist jedoch nicht erlassen. Will ein Eigentümer eines Elektrofahrzeugs dennoch langfristig sicherstellen, dass seine THG-Quote nicht vermarktet wird, muss er einen Antrag beim Umweltbundesamt stellen und die von diesem bescheinigte Strommenge dann selbst nicht vermarkten.